# Стронгил
Стронгилът (Neogobius melanostomus) е вид проходна риба. Дължината му достига до 20 – 25 cm, а теглото до 100 – 200 г. Тялото му е зкръглено, с почти овална глава и леко изпъкнало чело. Има малка уста с равномерно удебелена горна устна. Той се отличава по черното петно зад петия лъч на първия гръбен плавник. Повечето от тях са хищници, улавящи жертвата си от засада. Разпространен е в Черно и Азовско море. По българското крайбрежие се среща навсякъде. Населява почти всички езера и долни течения на притоци – Камчия, Ропотамо, Велека и др. Обитава крайбрежната зона на дълбочина до 20 м, но през студените месеци се оттегля в дълбочина до 60 м. Придържа се към каменисто и пясъчно дъно.
Достига полова зрялост на 2 години, когато е с дължина 5 – 6 см. Размножава се през април – септември. Хвърля от 200 до 3000 хайверни зърна. Максималната възраст, която достига е 5 – 6 години. Храни се с дребни мекотели, дребни ракообразни, червеи и др. Той е многочислен вид в пределите на ареала му. В България е един от най-масовите видове попчета. В миналото са улавяни годишно 40 – 60 тона, но сега е с намаляваща численост.

## Природозащитен статут
- Червен списък на световнозастрашените видове (IUCN Red list) – Недостатъчно проучен (Data Deficient / DD) [3]